# 앤드류 스티븐슨
앤드류 패트릭 스티븐슨(Andrew Patrick Stevenson, 1994년 6월 1일 ~ )은 미국의 야구 선수이자, 현 KBO 리그 kt wiz의 외야수이다.

## 미국 프로야구 시절
2015년에 워싱턴 내셔널스에 입단하였다.

## 한국 프로야구 시절
2025년 8월 2일에 멜 로하스 주니어를 대체할 외국인 타자로 영입되었다.